# Жеребятин
Жеребя́тин (укр. Жереб’ятин; с 1927 по 2016 г. — Жовтне́вое) — село, входит в Бориспольский район Киевской области Украины.
Население по переписи 2001 года составляло 137 человек, в 2024 году в селе проживает 98 людей. Почтовый индекс — 08352. Телефонный код — 4595. Занимает площадь 1,119 км². Код КОАТУУ — 3220881702.

## История
- 2016 — Верховная Рада вернула селу Жовтневое историческое название Жеребятин[1].
- 2024 — Верховная Рада утвердила новый флаг для села Жеребятин[2]

## Местный совет
08352, Киевская обл, Бориспольский р-н, с. Вороньков, ул. Октябрьская, 2